# Yea Yea
Yea Yea è un singolo del rapper statunitense Blueface, pubblicato il 10 luglio 2020 in collaborazione con Coyote.

## Tracce
1. Yea Yea (feat. Coyote) – 2:50